# Geoffrey Howard Barnish
Geoffrey Howard Barnish, né le 13 janvier 1887 à Wigan et mort le 27 novembre 1941 à Heysham (Angleterre, Royaume-Uni), est un marin britannique, surtout connu pour son rôle de quatrième officier à bord du RMS Carpathia au cours du sauvetage des survivants du naufrage du Titanic en avril 1912, alors sous la responsabilité du capitaine Arthur Rostron. Il a poursuivi une carrière maritime distinguée, obtenant plusieurs certifications de navigation et servant sur divers navires de la flotte britannique, avant de prendre sa retraite avec le grade de capitaine. En 1928, il est mentionné comme commandant dans la Réserve de la Royal Navy (Royal Naval Reserve).

## Biographie

### Jeunesse et formation
Geoffrey Barnish naît le 13 janvier 1887 à King Street, à Wigan, dans le Lancashire, en Angleterre. Il est le fils du chirurgien William Croudson Barnish et de Jane Ann Jardine. À partir de 1901, il entame sa formation pour devenir officier de la marine marchande à bord du HMS Conway, une école navale flottante fondée en 1859 et initialement stationnée sur la Mersey, près de Liverpool. Il y obtient son brevet de second officier (Second Mate) en août 1907, son brevet de premier officier (First Mate) en décembre 1909, et son brevet de capitaine (Master) en juillet 1911.

### Rôle lors du sauvetage du Titanic
Dans la nuit du 14 au 15 avril 1912, Barnish sert comme quatrième officier à bord du RMS Carpathia, paquebot de la Cunard Line commandé par le capitaine Arthur Rostron. Peu après minuit, son opérateur radio, Harold Cottam, capte le signal de détresse du Titanic, qui vient de heurter un iceberg au large de Terre-Neuve. Cottam avertit Barnish, alors de quart, et tous deux préviennent Arthur Rostron.
Le RMS Carpathia, situé à environ 58 milles nautiques du lieu du naufrage, engage immédiatement le cap à pleine vitesse vers la zone.

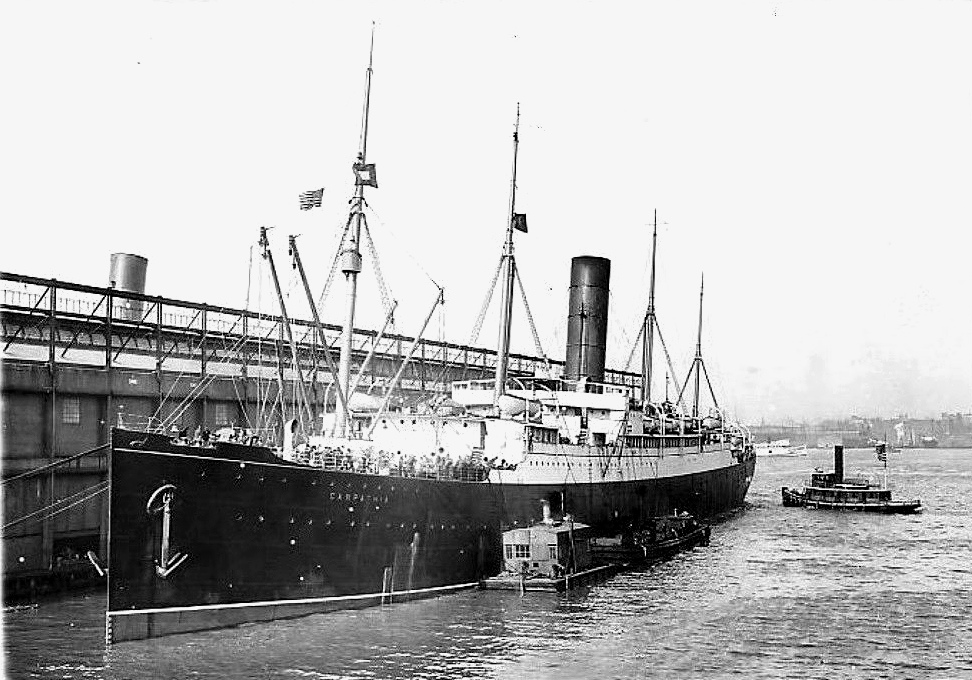
Le Carpathia à New York après avoir débarqué les rescapés du Titanic

Barnish participe aux préparatifs des canots de sauvetage, à l’organisation de l’accueil des rescapés et à la coordination des passagers du RMS Carpathia pour libérer des cabines, mettre en place les couvertures de survie et fournir des rations chaudes.
Le navire atteint 17,5 nœuds, près de trois nœuds au-dessus de sa vitesse habituelle. Malgré cela, il lui faut plusieurs heures pour arriver sur les lieux du drame, sa progression étant troublée par le grand nombre d’icebergs sur sa route. Pendant sa course, le Carpathia entre en contact avec d’autres vaisseaux proches, notamment l’Olympic, sister-ship du Titanic. Le paquebot aperçoit le premier canot à 4 heures ce 15 avril 1912. Il s’agit du canot numéro 2, dont le premier passager atteint le Carpathia à 4 h 10. C’est le quatrième officier du Titanic, Joseph Boxhall, qui annonce la nouvelle au commandant du Carpathia.
Le sauvetage se poursuit jusqu’à 8 heures, la dernière personne à embarquer étant le second officier, Charles Lightoller. Treize canots sont également récupérés, puis le navire met le cap sur New York. Rostron refuse la proposition du capitaine Herbert Haddock, de l’Olympic, de transférer les passagers sur le sister-ship du transatlantique naufragé pour éviter tout traumatisme. À bord, Harold Cottam est assisté dans son travail d’opérateur radio par Harold Bride, opérateur rescapé du naufrage. Ils doivent en effet transmettre des listes de survivants et des informations à la Cunard et la White Star. Le Carpathia accoste finalement à New York le jeudi 18 avril 1912 à 10h30, débarquant dans un premier temps les canots de sauvetage du Titanic sur le quai de la White Star où aurait dû arriver le paquebot, puis les rescapés descendent sur le quai de la Cunard.
Par la suite, plusieurs membres d’équipage du RMS Carpathia dont Barnish, Rostron et Cottam sont auditionnés par la commission d’enquête américaine sur le naufrage du Titanic.
L’engagement du capitaine Rostron et de son équipage, dont Barnish, est salué par les rescapés et la presse internationale.

### Carrière maritime militaire
Au début de la Première Guerre mondiale, il sert comme troisième officier sur le SS Ivernia et est nommé sous-lieutenant dans la Réserve de la Royal Navy (Royal Naval Reserve).
Le 31 mai 1918, alors lieutenant commander du destroyer HMS Fairy, Barnish aborde le sous-marin allemand UC-75 dans la mer du Nord. Il l’éperonne à deux reprises (les survivants de l'UC 75 affirmèrent que la première tentative d'éperonnage du destroyer avait échoué, mais que le sous-marin avait bel et bien percuté le Fairy) et parvient à le toucher avec son canon arrière de six livres. L'UC 75 commence à s'infiltrer par l'écoutille du kiosque. Sur les UC II, il n'y a pas d'écoutille entre le kiosque et la salle de contrôle située en dessous, contraignant le submersible à refaire surface et se rendre. Le Fairy est sévèrement empoché et coule une heure plus tard, à environ 16 km au sud de Flamborough Head.

Dans le livre Silent Warriors Vol. 1, Barnish raconte cette histoire: 
« Le convoi naviguait dans l'obscurité. Après avoir doublé Flamborough Head, j'ai quitté notre petite passerelle pour me promener sur le pont arrière. On considérait généralement qu'un sous-marin allemand était peu susceptible d'attaquer au sud de Flamborough Head, en raison de la proximité de hauts-fonds rocheux. À 2 h 05, j'ai entendu un violent fracas venant du convoi, semblable à la détonation d'une torpille. L'officier de quart, le lieutenant Bennett, avait donné l'alerte. Nous avons accéléré et nous sommes dirigés vers la source du bruit. Les hommes se sont précipités sur le pont et, quelques secondes plus tard, un sous-marin en surface a été aperçu par l'avant bâbord, à 270 mètres de distance. Au départ, un doute subsistait quant à l'identité de ce sous-marin, la proximité du Tees, Tyne and Blyth ayant contribué à l'indécision initiale. Nous avons lancé une série de grenades de signalisation, mais en vain. J'ai décidé de l'endommager plutôt que de le couler – dans le cas de plus en plus improbable qu'il s'agisse d'un sous-marin britannique de retour. J'ai ordonné au capitaine d'armes Spinner de se diriger vers ses tubes lance-torpilles arrière. À mesure que nous nous rapprochions, des voix allemandes criant « Kamerad ! Kamerad ! » se faisaient clairement entendre. J'ai ordonné au capitaine d'armes de mettre la barre à bâbord afin de l'atteindre à un endroit plus critique. Nous étions trop près pour que la barre ait le moindre effet, et nous sommes rapidement passés par-dessus la poupe de notre ennemi. Il n'y avait pas de force d'impact évidente à ce moment-là, et je crains que nous ne nous soyons plus blessés que lui. Cependant, en le survolant, j'ai décidé de renouveler l'attaque à l'éperonnage et, envoyant le mitrailleur à l'arrière ouvrir le feu avec notre canon arrière, j'ai procédé au retournement du Fairy. Le sous-marin a tiré, mais nous l'avons bombardé à bout portant avec le canon arrière de 6 livres. Au total, quarante coups directs ont été portés. Les Allemands sur la passerelle du sous-marin ont alors sauté à l'eau tandis que nous approchions à nouveau avec notre éperonnage. L'étrave du destroyer a heurté le sous-marin tout près du canon. On ne sait pas exactement à quel point notre étrave s'est enfoncée, mais en quelques secondes, notre pont avant était sous l'eau et le sous-marin avait disparu, laissant deux Allemands debout calmement sur notre gaillard d'avant submergé, les mains levées. »
Le lieutenant Barnish détaille également les efforts pour ramener le navire à bon port malgré des avaries graves, l'évacuation de l'équipage et la capture des quatorze survivants allemands:
« Des signaux furent envoyés pour signaler nos avaries. Les canots furent jetés par-dessus bord, et les prisonniers furent pris en charge et fouillés. L'ingénieur artificier, le lieutenant Palmer, signala d'importants dégâts à la coque, et il fut décidé de naviguer très lentement vers la plage. Cependant, la pression exercée sur la cloison avant était trop forte, et on tenta alors de naviguer par l'arrière en premier. Ce fut très vite inutile, les deux hélices étant hors d'eau. Les moteurs furent alors arrêtés, l'équipage embarqua dans les canots et reçut l'ordre de se mettre à bonne distance. Un dernier message fut envoyé au capitaine (D) par radio l'informant que nous étions sur le point d'abandonner le Fairy. Puis, comme nous ne pouvions plus rien faire et que le navire avait pris une inclinaison très dangereuse, je demandai aux deux matelots des transmissions, restés avec moi, de traverser à la nage jusqu'à l'un des canots. J'accrochai alors mes jumelles à la rambarde du pont, enlevai mon manteau, descendis du pont et nageai jusqu'au flotteur Carley le plus proche. En atteignant le flotteur, j'ai regardé les hélices du Fairy monter de plus en plus haut hors de l'eau jusqu'à ce qu'elle disparaisse à 03h05. »

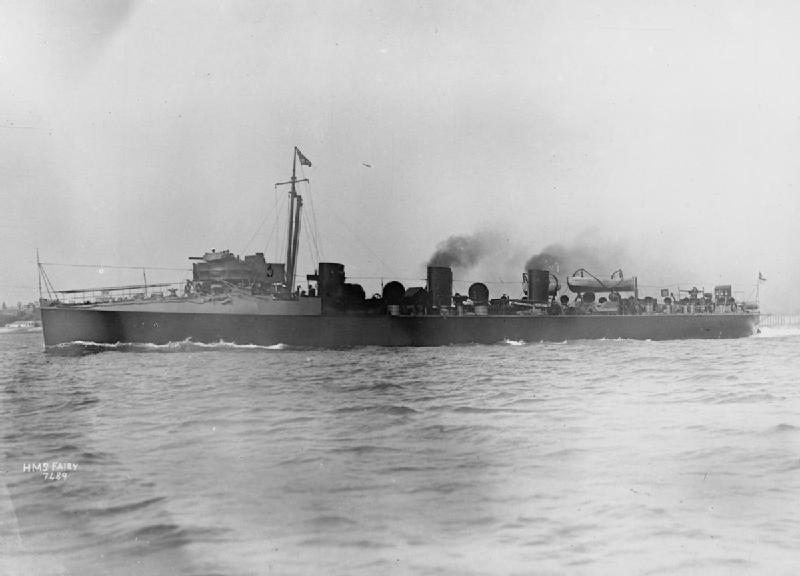
Le HMS Fairy, en 1897.

Le HMS Greyhound secourt l’équipage du destroyer ainsi que les Allemands capturés.

Après que le capitaine (D) du Greyhound communique au lieutenant Barnish autant ses félicitations pour la capture des Allemands que ses condoléances pour la perte du Fairy, ce dernier s'adressera aux officiers, sous-officiers et hommes de bord de l'ancien HMS Fairy: 
« J'espère avoir à nouveau le plaisir d'être vos compagnons de bord.
Signé : lieutenant Barnish R.N.R. » 
Pour son rôle dans cette action, le lieutenant Barnish reçoit l’Ordre du Service distingué (Distinguished Service Order). 

### Fin de carrière et mort
Après le sauvetage du Titanic, Barnish sert comme quatrième officier à bord du RMS Saxonia de la Cunard Line, puis continue son activité au sein de la marine marchande britannique.
Après-guerre, il poursuit sa carrière maritime et gravit les échelons jusqu’au grade de capitaine. En 1928, il est officiellement mentionné comme commandant (Commander) dans la Réserve de la Royal Navy (Royal Naval Reserve),.
En 1922, il épouse Margery Helen Renfree (1895-1984), avec laquelle il a deux fils (John et Philip Barnish) et une fille (June). 
Geoffrey Howard Barnish meurt le 27 novembre 1941 à Seamore, Heysham, dans le Lancashire, à l’âge de 54 ans. Il est notamment le grand-père de l’historien Sam J.B. Barnish.

### Témoignages et récits
- Behe, George. Voices from the Carpathia: Rescuing RMS Titanic. The History Press, 2012. Regroupe des lettres et récits de membres d’équipage du Carpathia, mentionnant Barnish.
- Bisset, James G. P. Tramps & Ladies: My Early Years in Steamers. Bartley Press, 1936. Récit personnel d’un officier du Carpathia, qui cite Barnish comme celui qui prévint Rostron de la réception par Cottam du signal de détresse du Titanic.
- Rostron, Arthur. Home from the Sea. Hutchinson, 1931. Mémoires du capitaine du Carpathia décrivant le sauvetage du *Titanic* et la composition de l’équipage où il est mention de Barnish.

### Documents d’archives et sources primaires
- The London Gazette, suppl. n° 30900 (20 décembre 1918), p. 10847. Citation du D.S.O. décerné à G. H. Barnish.« Supplement: Distinguished Service Order awarded to Lieut. Geoffrey Howard Barnish, R.N.R. », The London Gazette, no 30900,‎ 20 décembre 1918, p. 10847
- The National Archives (UK), Carpathia: Crew List, avril 1912 (ADM [référence]). Registre officiel de l’équipage incluant Barnish.

### Études et références secondaires
- Encyclopedia Titanica. « Geoffrey Howard Barnish ». Profil biographique en ligne, 2021.« Geoffrey Howard Barnish », sur Encyclopedia Titanica (consulté le 18 août 2025)
- TitanicOfficers.com. « Carpathia Crew ». Tableau des officiers du *Carpathia* lors du sauvetage du *Titanic*.